# Cá sấu Yacare
Cá sấu yacare (Caiman yacare, jacaré trong tiếng Bồ Đào Nha) là một loài cá sấu thuộc chi Caiman, sinh sống tại miền trung bộ Nam Mỹ, gồm đông bắc Argentina, Uruguay, đông nam Peru, đông Bolivia, trung/tây nam Brasil, và dọc theo các con sông của Paraguay. Khoảng 10 triệu cá thể cá sấu Yacare sống ở vùng pantanal thuộc Brasil, tạo nên một trong những quần thể cá sấu lớn nhất thế giới.
Đây là một loài cá sấu kích thước nhỏ hay trung bình, đa số con đực trưởng thành đạt chiều dài 2 hoặc 2,5 m (6,6 hoặc 8,2 ft), đôi khi đạt 3 m (9,8 ft) (báo cáo về những cá thể 4 m (13 ft) tại pantanal chưa được chứng minh). Con cái nhỏ hơn, đạt trung bình 1,4 m (4,6 ft). Cân nặng cơ thể đạt 58 kg (128 lb) ở còn đực vào từ 14 đến 23 kg (31 đến 51 lb) ở con cái. Vì kích thước khá nhỏ, nên chúng có thể trở thành con mồi cho báo đốm và anaconda.
Chế độ ăn gồm cá (nhất là piranha), chim, bò sát nhỏ, và động vật có vú nhỏ. Có khi những động vật lớn hơn (như capybara) cũng bị cá sấu Yacare trưởng thành lớn ăn thịt. Nói chung, loài này không được xem là nguy hiểm đối với con người.

## Hình ảnh

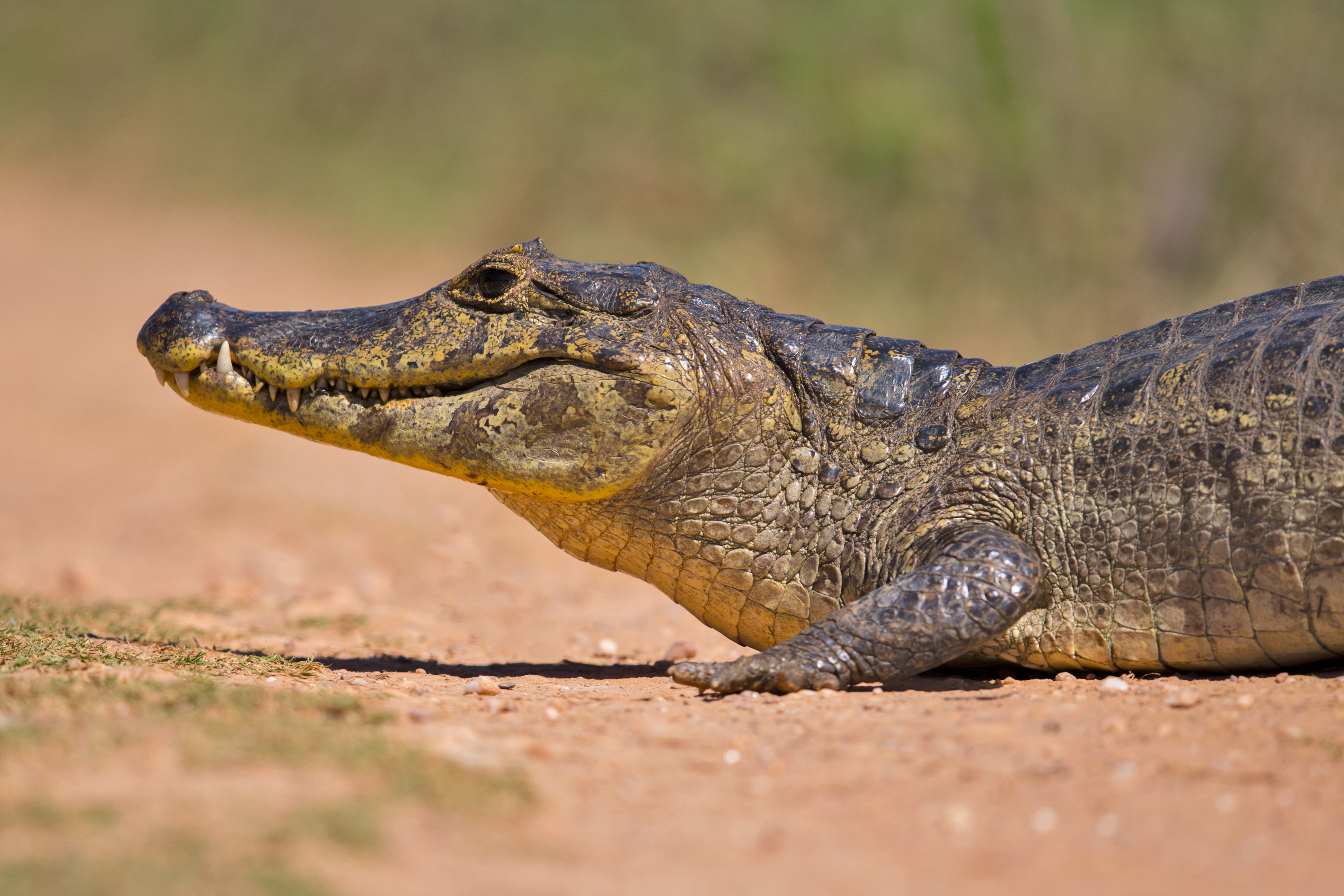
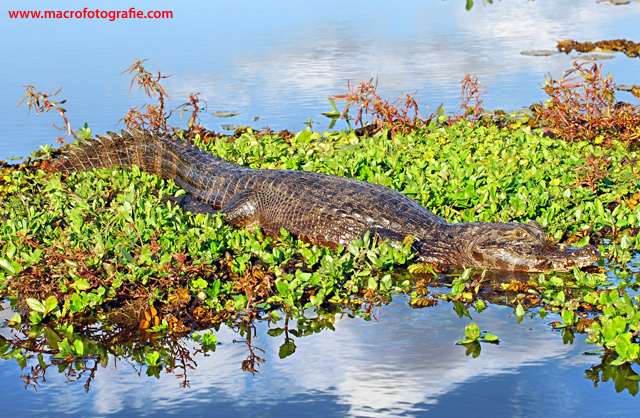
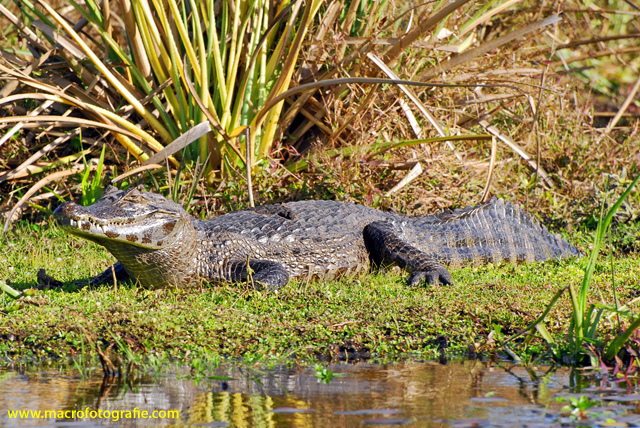
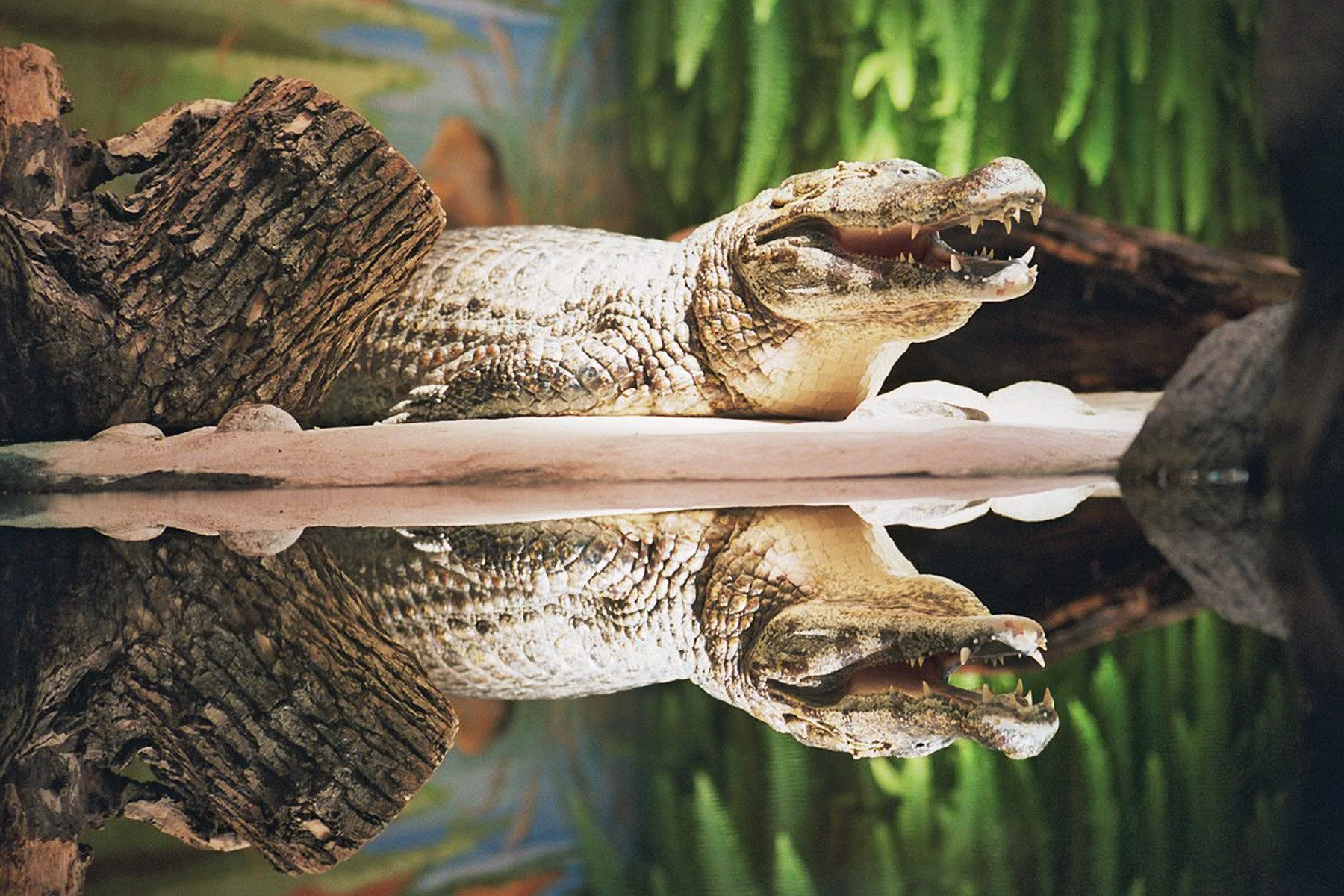
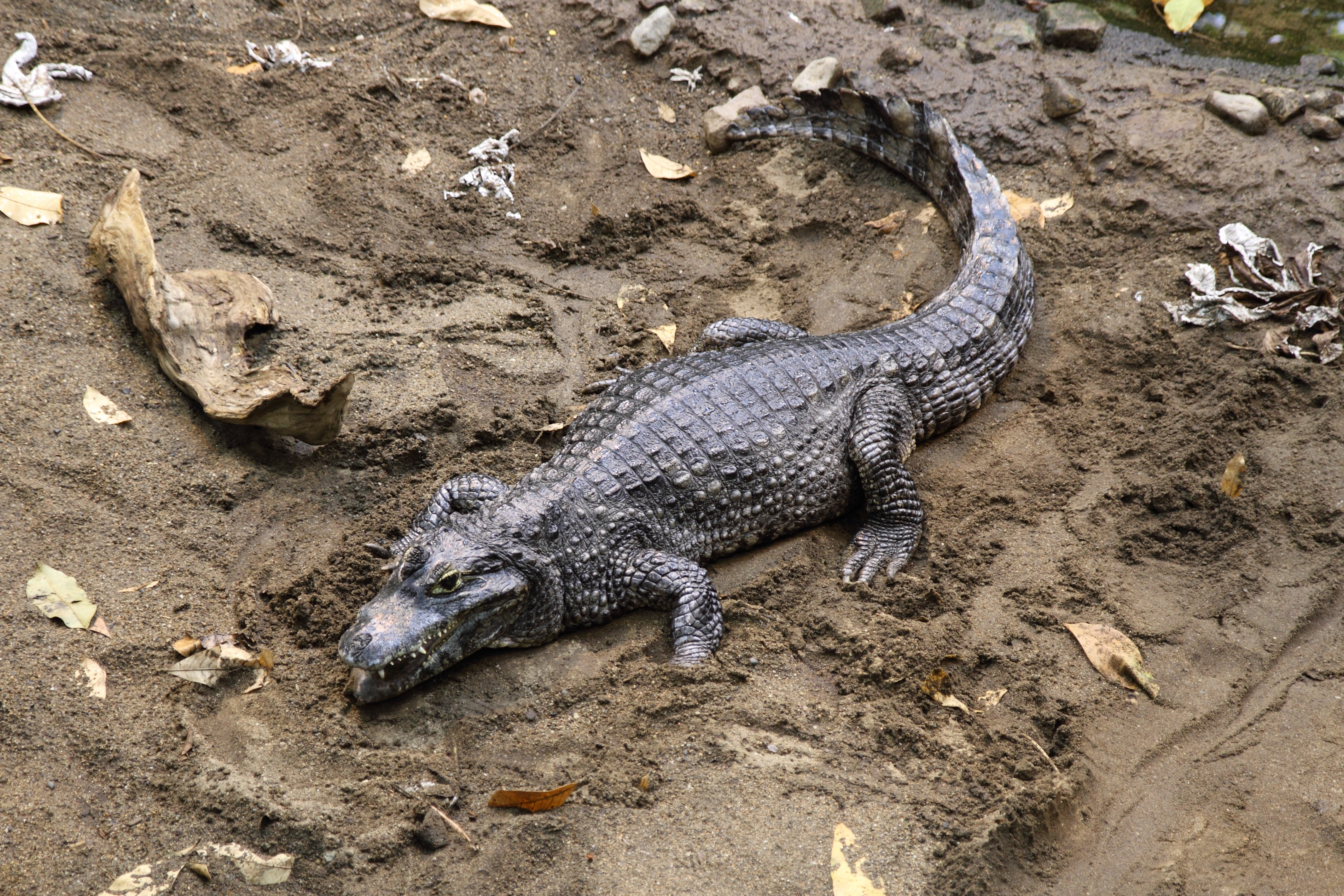